# 龍騰燈耀慶千禧
龍騰燈耀慶千禧是香港特區政府於1999年12月31日跨年夜晚上至2000年1月1日凌晨舉辦，慶祝香港迎接公元2000年（千禧年）的大型跨年慶典活動，於跑馬地馬場中央草坪舉行。節目由香港電台製作，香港賽馬會協辦。
節目參與人數超過一萬人，由當時的香港特區行政長官董建華主禮，活動收入用作慈善用途。節目於香港時間晚上7時開始，在場內有多項活動進行，包括花燈展覽、舞龍表演、藝人演出、賽馬及煙花匯演等。當晚無線電視誇世紀錄香港同心齊共創現場直播。
當晚的司儀有陳百祥，車淑梅及韓君婷。

## 表演項目
政府於12月31日晚上於快活谷馬場舉行音樂會，由多位藝人參與演出，晚上10時20分，由成龍騎馬，帶領香港演藝界及體育界人士於草地跑道上進行開幕巡遊，與劉德華合作表演《勁歌熱舞迎千禧》，及由當時的政務司司長陳方安生主持亮燈儀式。其後由歌手合唱節目主題曲《千禧盛世》。於12時正，千禧年來臨時舉行煙花匯演。主辦當局認為黎明的歌曲〈Happy 2000〉最能配合踏入千禧年的氣氛，因此決定讓黎明擔任千禧倒數歌手，他同時也是2000年香港首個演出的歌手，而郭富城則獲安排作壓軸演出。香港電台則於當晚頒發第22屆十大中文金曲之十優歌手獎項。

### 表演嘉賓
- 成龍
- 洪金寶
- 譚詠麟
- 張國榮
- 梅艷芳
- 張學友
- 劉德華
- 黎明
- 郭富城
- 王菲
- 鄭秀文
- 陳慧琳
- 陳慧嫻
- 趙薇
- 周潤發

## 花燈會
特區政府在馬場中央舉行大型燈會，展出多個扎作彩燈。當中名為騰龍的龍型彩燈，全長280米、龍頭高度14米，佔地面積4800平方米，被列入《健力氏世界紀錄大全》成為世界最大的龍型彩燈。

## 賽馬
當晚在快活谷馬場舉行賽馬，政府破例批准馬會於午夜12時後舉行一場千禧盃賽事，由第1、2班馬跑1800米，於1月1日0時45分開跑，成為全世界在2000年舉行的第一場賽馬，結果由簡炳墀訓練，昆霑誠策騎的「歡騰」（英文馬名：FLORAL JOY，馬主：陳昌利、陳昌龍與陳昌育，以上三個皆為陳喜鎮的兒子）以4又4份1馬位勝出，賽後由行政長官董建華主持頒獎儀式。

## 預防措施
香港政府為減低電腦2000年問題可能造成的影響，於踏入2000年的過渡期間成立政府中央協調中心，負責處理可能出現的突發事件。政府亦把香港島市區部份道路封閉，及增加駐守警員，以疏散人群及減低意外發生的可能，幸好當晚並無重大事故發生。
活動舉行當日，香港賽馬會亦特別容許18歲以下的兒童進入快活谷馬場，及首次容許入場人士使用手提電話。